# Pseudexomilus fuscoapicatus
Pseudexomilus fuscoapicatus is een slakkensoort uit de familie van de Horaiclavidae. De wetenschappelijke naam van de soort is voor het eerst geldig gepubliceerd in 1997 door Morassi.